# Yuri Pávlov
Yuri Víktorovich Pávlov, en ruso: Юрий Викторович Павлов (nacido el 20 de enero de 1952 en Tomsk, Rusia y fallecido el 4 de octubre de 2004 en San Petersburgo,  Rusia) fue jugador de baloncesto soviético. Consiguió 3 medallas en competiciones internacionales con la Unión Soviética.

## Trayectoria
- Spartak Leningrado (1972-1988)
- DONAR Groningen (1988-1991)